# Ludwig Triest
Ludwig Triest est enseignant chercheur belge à la Vrije Universiteit Brussel. Il est né le 30 juillet 1957.
Il travaille sur la diversité génétique des populations végétales et sur l'écologie des macrophytes. Il est également un spécialiste  en limnologie.
On lui doit notamment une révision des Najas.